# Pont de Carles
El pont de Carles (Karlův most) és un pont al Vltava a la ciutat de Praga a Txèquia, entre el barri de Malá Strana i el nucli antic. És el pont més antic de la ciutat i està on abans hi havia el pont de Judit, destruït el 1342 per una inundació. Els ciutadans l'anomenaven pont de pedra (Kamenný most) o pont de Praga. Això no obstant, des de l'any 1870 aquest pont és conegut a pont de Carles.
Aquest nom li fou atorgat pel fet que Carles IV en va ordenar la construcció, l'any 1357. Carles IV és conegut a Praga gràcies a l'empenta que va donar a la ciutat durant el segle xiv. Jan Ottl va començar la construcció i va ser acabada per Peter Parler, que el va acabar cap a l'any 1400. Parler també va treballar en la construcció de la capella de Sant Wenceslau dins de la catedral de Sant Vit.
A ambdós extrems del pont hi ha dues torres, l'una a l'entrada del barri de Malá Strana i l'altra al cantó del nucli antic. Entre els 515 metres de llargada i 10 m d'amplada, hi ha trenta escultures de sants que van ser col·locades entre els anys 1683 i 1928. En l'actualitat, l'estàtua més popular és la del sant patró del país, sant Joan Nepomucè. Aquest sant és famós perquè va ser llençat pel pont l'any 1393 per Venceslau IV. La llegenda explica que qui refregui el sant tornarà a Praga. La majoria de les estàtues al pont són còpies, perquè les originals es troben al Vysehrad i al Lapidarium. No solament les estàtues fan aquest pont especial, sinó mants músics, pintors i venedors de productes fets a mà fan màgic aquest indret.

## Galeria

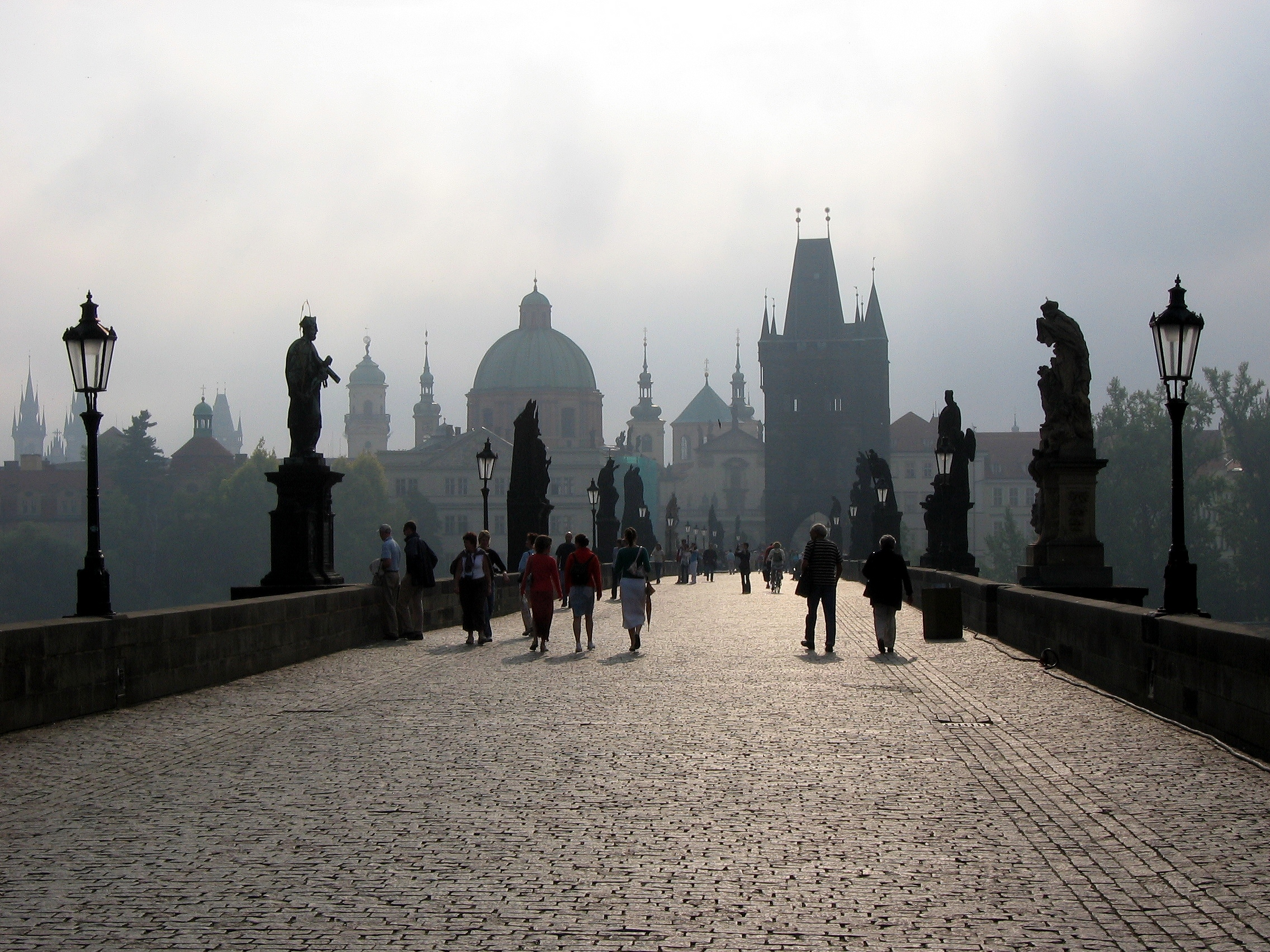
El pont de Carles i la ciutat vella de Praga
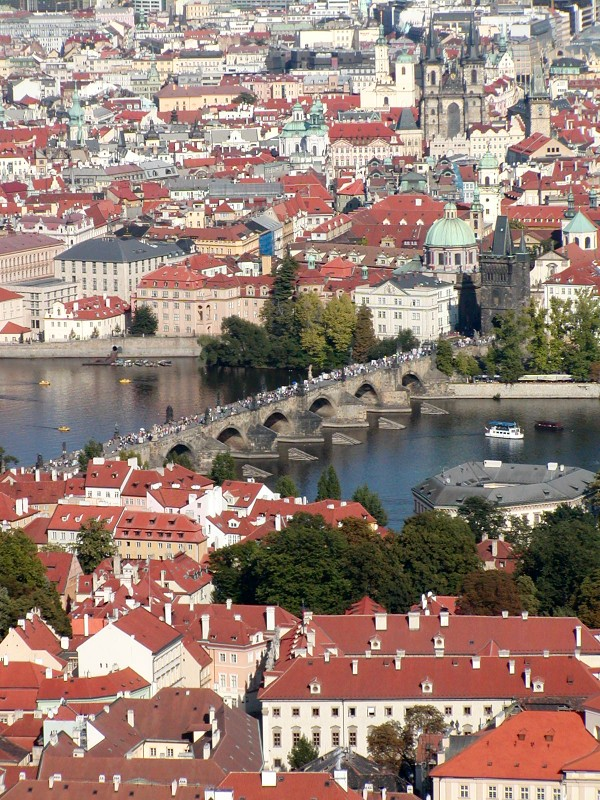
El pont de Carles vist des de la Petřínská rozhledna - torre d'observació